# Forrest Gump (soundtrack)
Forrest Gump (The Soundtrack) is de originele soundtrack met liedjes van diverse artiesten voor de film Forrest Gump uit 1994 van Robert Zemeckis. Het album werd uitgebracht op 28 juni 1994 door Epic Soundtrax. Het album werd in 2001 opnieuw uitgebracht met twee extra nummers, namelijk "Running on Empty" van Jackson Browne en "Go Your Own Way" van Fleetwood Mac.
Kort na de première van de film verscheen er ook een tweede soundtrack met de titel Forrest Gump (Original Motion Picture Score) met de volledige filmmuziek van Alan Silvestri.

## Forrest Gump (The Soundtrack)

### Tracklijst

#### Disc 1
| 1.                 | Hound Dog (1956)                                   | Elvis Presley                | 2:16 |
| 2.                 | Rebel Rouser (1958)                                | Duane Eddy                   | 2:21 |
| 3.                 | (I Don't Know Why) But I Do (1961)                 | Clarence "Frogman" Henry     | 2:18 |
| 4.                 | Walk Right In (1963)                               | The Rooftop Singers          | 2:33 |
| 5.                 | Land of 1000 Dances (1966)                         | Wilson Pickett               | 2:25 |
| 6.                 | Blowin' in the Wind (1976)                         | Joan Baez                    | 2:49 |
| 7.                 | Fortunate Son (1969)                               | Creedence Clearwater Revival | 2:18 |
| 8.                 | I Can't Help Myself (Sugar Pie Honey Bunch) (1965) | Four Tops                    | 2:43 |
| 9.                 | Respect (1967)                                     | Aretha Franklin              | 2:27 |
| 10.                | Rainy Day Women #12 & 35 (1966)                    | Bob Dylan                    | 4:35 |
| 11.                | Sloop John B (1966)                                | The Beach Boys               | 2:56 |
| 12.                | California Dreamin' (1966)                         | The Mamas & the Papas        | 2:39 |
| 13.                | For What It's Worth (1966)                         | Buffalo Springfield          | 2:38 |
| 14.                | What the World Needs Now Is Love (1965)            | Jackie DeShannon             | 3:13 |
| 15.                | Break on Through (To the Other Side) (1967)        | The Doors                    | 2:28 |
| 16.                | Mrs. Robinson (1968)                               | Simon & Garfunkel            | 3:51 |
| Totale duur: 42:30 |                                                    |                              |      |

#### Disc 2
| 1.                 | Volunteers (1969)                                           | Jefferson Airplane                 | 2:04 |
| 2.                 | Get Together (1967)                                         | The Youngbloods                    | 4:37 |
| 3.                 | San Francisco (Be Sure to Wear Flowers in Your Hair) (1967) | Scott McKenzie                     | 2:58 |
| 4.                 | Turn! Turn! Turn! (To Everything There Is a Season) (1965)  | The Byrds                          | 3:54 |
| 5.                 | Medley: Aquarius/Let the Sunshine In (1969)                 | The 5th Dimension                  | 4:48 |
| 6.                 | Everybody's Talkin' (1968)                                  | Harry Nilsson                      | 2:44 |
| 7.                 | Joy to the World (1970)                                     | Three Dog Night                    | 3:16 |
| 8.                 | Stoned Love (1970)                                          | The Supremes                       | 2:59 |
| 9.                 | Raindrops Keep Fallin' on My Head (1969)                    | B.J. Thomas                        | 3:00 |
| 10.                | Mr. President (Have Pity on the Working Man) (1974)         | Randy Newman                       | 2:46 |
| 11.                | Sweet Home Alabama (1974)                                   | Lynyrd Skynyrd                     | 4:43 |
| 12.                | Running on Empty (1978)                                     | Jackson Browne                     | 4:56 |
| 13.                | It Keeps You Runnin' (1976)                                 | The Doobie Brothers                | 4:13 |
| 14.                | I've Got to Use My Imagination (1973)                       | Gladys Knight & the Pips           | 3:30 |
| 15.                | Go Your Own Way (1977)                                      | Fleetwood Mac                      | 3:39 |
| 16.                | On the Road Again (1980)                                    | Willie Nelson                      | 2:29 |
| 17.                | Against the Wind (1980)                                     | Bob Seger & the Silver Bullet Band | 5:33 |
| 18.                | Forrest Gump Suite (1994)                                   | Alan Silvestri                     | 8:48 |
| Totale duur: 54:44 |                                                             |                                    |      |

Let op: Tracks 12 en 15 op disc 2 zijn extra bonustracks op de Special Collector's Edition cd uit 2001.

## Forrest Gump (Original Motion Picture Score)

### Tracklijst
Alle nummers geschreven en gedirigeerd door Alan Silvestri, tenzij anders aangegeven.

| 1.                 | I'm Forrest... Forrest Gump                                                     | 2:41 |
| 2.                 | You're No Different                                                             | 0:58 |
| 3.                 | You Can Sit Here                                                                | 2:26 |
| 4.                 | Run Forrest Run                                                                 | 2:15 |
| 5.                 | Pray with Me                                                                    | 0:57 |
| 6.                 | The Crimson Gump                                                                | 1:08 |
| 7.                 | They're Sending Me to Vietnam                                                   | 2:22 |
| 8.                 | I Ran and Ran                                                                   | 1:43 |
| 9.                 | I Had a Destiny                                                                 | 1:20 |
| 10.                | Washington Reunion                                                              | 0:47 |
| 11.                | Jesus on the Main Line (gearrangeerd door Alan Silvestri, solist Donny Gerrard) | 1:58 |
| 12.                | That's My Boat                                                                  | 1:16 |
| 13.                | I Never Thanked You                                                             | 0:48 |
| 14.                | Jenny Returns                                                                   | 2:42 |
| 15.                | The Crusade                                                                     | 2:02 |
| 16.                | Forrest Meets Forrest                                                           | 1:41 |
| 17.                | The Wedding Guest                                                               | 1:46 |
| 18.                | Where Heaven Ends                                                               | 1:35 |
| 19.                | Jenny's Grave                                                                   | 1:25 |
| 20.                | I'll Be Right Here                                                              | 0:50 |
| 21.                | Suite From Forrest Gump                                                         | 6:36 |
| Totale duur: 39:16 |                                                                                 |      |

## Hitnoteringen

### NPO Klassiek Filmmuziek Top 200
| Forrest Gump in de NPO Klassiek Filmmuziek Top 200 | Forrest Gump in de NPO Klassiek Filmmuziek Top 200 | Forrest Gump in de NPO Klassiek Filmmuziek Top 200 | Forrest Gump in de NPO Klassiek Filmmuziek Top 200 | Forrest Gump in de NPO Klassiek Filmmuziek Top 200 | Forrest Gump in de NPO Klassiek Filmmuziek Top 200 | Forrest Gump in de NPO Klassiek Filmmuziek Top 200 |
| Jaar                                               | 2018                                               | 2021                                               | 2022                                               | 2023                                               | 2024                                               | 2025                                               |
| -------------------------------------------------- | -------------------------------------------------- | -------------------------------------------------- | -------------------------------------------------- | -------------------------------------------------- | -------------------------------------------------- | -------------------------------------------------- |
| Positie                                            | 36                                                 | 46                                                 | 40                                                 | 45                                                 | 41                                                 | 31                                                 |

## Prijzen en nominaties
| Jaar | Prijs                 | Categorie                                                                                  | Genomineerde(n) | Uitslag     |
| ---- | --------------------- | ------------------------------------------------------------------------------------------ | --------------- | ----------- |
| 1995 | Academy Award (Oscar) | Beste filmmuziek                                                                           | Alan Silvestri  | Genomineerd |
| 1995 | Golden Globe Award    | Beste filmmuziek                                                                           | Alan Silvestri  | Genomineerd |
| 1995 | Grammy Award          | Best Pop Instrumental Performance (voor "I'm Forrest... Forrest Gump (The Feather Theme)") | Alan Silvestri  | Genomineerd |